# Joaquim Bensaúde
Pour les articles homonymes, voir Bensaude.
Joaquim Bensaúde (né à Ponta Delgada le 27 mars 1859, mort à Lisbonne le 7 janvier 1952) était un ingénieur et historien portugais.
Il a apporté une contribution remarquable à l’histoire des grandes découvertes maritimes portugaises.

## Principaux ouvrages
- L'astronomie nautique au Portugal à l'époque des grandes découvertes, 1912 [1]
- Histoire de la science nautique portugaise à l'époque des grandes découvertes, 1913 [2]
- Les Légendes Allemandes sur l'Histoire des Découvertes Maritimes Portugaises, 2.e partie. 1927. Coimbra, Imprensa da Universidade.
- Origines du Plan des Indes. 1929 - Paris, Lib. Aillaud.
- Lacunes et Surprises de l'Histoire des Découvertes Maritimes, Première partie. 1930. Coimbra, Imprensa da Universidade.
- Études sur l'Histoire des Découvertes Maritimes, 1931, Coimbra, Imprensa da Universidade.
- Opera Omnia (5 volumes) 1995. Lisboa: Academia Portuguesa da História [Œuvres complètes de Joaquim Bensaúde].